# Cal Ros (Cercs)
Cal Ros és una masia del municipi de Cercs (Berguedà) inclosa en l'Inventari del Patrimoni Arquitectònic de Catalunya.

## Descripció
És una casa aïllada formada per dos blocs constructius pràcticament units però separats espacialment. El més petit és anomenat popularment "Merolleta", se mesures molt petites. Presenta com a elements més destacables la porta originària amb fusta i la llinda, també en fusta amb la inscripció gravada de 1844. Té una planta a nivell dels sòl i un pis amb distribució regular d'obertures. Façana principal orientada a llevant. Teulada a dues aigües amb carener perpendicular a la façana.
El cos central d'edificació és, pròpiament, Cal Ros. Formada per un aparell de pedra irregular arrebossada. La teulada és a doble pendent amb carener perpendicular a la façana d'accés, però paral·lel a la façana més destacable. Construïda en horitzontal s'aprofita el relleu existent per situar a la part alta, el segon nivell arran del sòl. Pel costat de llevant presenta una interessant galeria formada per cinc porxos oberts sota teulada, força característic de les construccions rurals de mitja muntanya. A la vegada, s'aprecien restes d'altres arcades tapiades a la part baixa i, també, en el primer pis, reconvertides en murs de tancament i obertures regulars.

## Història
Més tardana que no pas la propera casa de Merolla, de major antiguitat. Va acabar-se de construir l'any 1844. Des del 1898 en que s'explota la pedrera de roca calcària per a la fabricació d'òxid de calç, forma part de la mateixa propietat.